# Færøske kortspil
Færøske kortspil Færøerne har på grund af øernes tidligere isolation bevaret og udviklet sine egne specielle kortspil som f.eks:
Styrvolt (færøsk Stýrivolt), fra nedertysk Stürewold "vildt hemningsløst menneske", er et gammelt skandinavisk kortspil, der i nutiden næsten kun er kendt på Færøerne.
Stýrivolt stammer fra det tyske "Karnöffelspil", og kom formodentlig til Danmark i det 17. århundrede, og har været spillet på Færøerne siden det 18. århundrede, og er nævnt i Jens Christian Svabos "Indberetninger fra en Reise i Færöe, 1781 – 1782." Det danske Styrvolt-spil er beskrevet i et eksemplar fra 1774, som findes på Det Kongelige Bibliotek i København: "Politiske Spille Regler for de tilladelige og mest brugelige Spil i Vertshusene." Det fremgår at det færøske Stýrivolt kun har ændret sig lidt fra det danske spil. Stýrivolt spilles af fire personer, som deler sig i to hold. Se Styrvolt